# Moon Glow
Moon Glow, ou Moonglow, est un titre de jazz composé par Will Hudson et Irving Mills en 1934, sur lequel seront ajouté des paroles par Edgar Delange. Il a notamment été joué par le Benny Goodman Quartet qui en fera un succès.

## Histoire du titre et des versions
L'écrivain George Thomas Simon, alors qu'il travaillait sur une compilation de musique pour The Big Band Songbook, a contacté le compositeur Will Hudson au sujet de Moonglow, et Hudson lui a expliqué comment l'air est né : « c'est arrivé très simplemen : au début des années 30, j'avais un groupe au Graystone Ballroom à Detroit, et j'avais besoin d'une chanson thème, j'ai donc écrit Moonglow. ».
Le premier groupe de Hudson fait faillite, alors il s'était rendu à New York et avait été engagé par le promoteur/éditeur Irving Mills comme arrangeur et compositeur. Il formera plus tard un nouvel orchestre avec Eddie Delange : le Hudson Delange Orchestra.
L'air et l'arrangement de Hudson ont été repris par le violoniste Joe Venuti. Venuti venait de former un big band après des années de travail avec des groupes de premier plan comme Paul Whiteman et de succès en tant que free-lance à la radio et sur disque. Joe aime l'air et l'enregistre deux fois, en septembre et octobre 1933, avant la publication du numéro. Mais aucun des deux enregistrements n'a eu beaucoup d'effet pendant la période d'achat de disques de la Dépression.
Sans se laisser décourager, Hudson continua à pousser sa chanson. Il réussit à faire entrer la chanson dans le spectacle de Broadway, Blackbirds de 1934, qui fut présenté à New York en décembre 1933, puis à Londres en août 1934.
La version de Venuti contient un couplet, que Hudson a écarté avant de réarranger la mélodie et de la donner à Cab Calloway, qui l'a enregistrée en janvier 1934. Hudson a adapté l'arrangement en laissant des espaces pour mettre en valeur les musiciens de Cab. Le saxophoniste alto Eddie Barefield est la vedette de la session, apportant un solo exceptionnel.
Dans une véritable Tin Pan Alley, à la manière des chanteurs de Plug-In, Hudson s'arrête ensuite chez Benny Goodman, qui, comme Venuti, prévoit de laisser derrière lui sa brillante carrière de free-lance pour devenir un leader. Goodman rationalise encore l'arrangement de Hudson, en mettant l'accent sur le tromboniste Jack Teagarden. Une caractéristique intéressante de cet enregistrement est le rythme shuffle joué par le guitariste Benny Martel, très probablement le premier enregistrement de cet effet qui est devenu une part importante de la musique rhythm'n blues deux décennies plus tard.

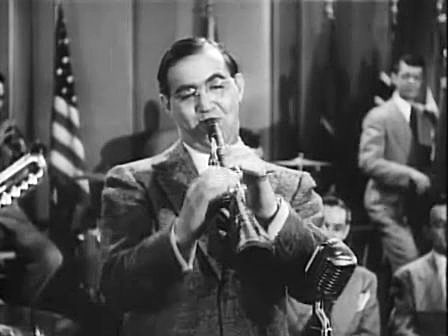
Benny Goodman, l’un des nombreux interprètes à succès des titres d’Edgar DeLange.

Le disque de Goodman a pris son envol. C'est son premier grand succès, qui lui a permis de se hisser à la première place des charts pendant 15 semaines. L'autre face, I Ain't Lazy, I'm Just Dreaming, avec un chant de Jack Teagarden, a également fait partie des hit-parades.
La version de l'orchestre de la Casa Loma de juillet 1934 a été la première à présenter les paroles d'Eddie DeLange chantées par le saxophoniste, clarinettiste et joueur de fifres Kenny Sargent. Le mois suivant, la populaire chanteuse afro-américaine Ethel Waters s'est mise à chanter avec l'orchestre des Dorsey Brothers.
L'enregistrement du Benny Goodman's Quarter, en août 1936, fait entrer le vibraphoniste Lionel Hampton dans l'ensemble de Goodman, et l'air est resté trois semaines au hit-parade cette année-là.
L'attrait de la chanson n'a jamais vraiment diminué. Avec une habile contre-mélodie composée par George Dunning et de nouvelles paroles de Steve Allen, l'air faisait partie intégrante du film Picnic de 1955. L'association d'Allen avec la chanson se poursuit l'année suivante, lorsqu'il joue le rôle principal dans The Benny Goodman Story, dont la bande sonore comprend Moonglow.